# Christopher Alan Bayly
Sir Christopher Alan Bayly (* 18. Mai 1945 in Tunbridge Wells, Kent; † 19. April 2015 in Chicago) war ein britischer Historiker. Seine Forschungsschwerpunkte waren Indien (speziell die Kolonialgeschichte), das britische Kolonialreich und Globalgeschichte. Bayly wurde durch seine Kritik am Eurozentrismus in der Geschichtswissenschaft bekannt.
Bayly studierte am Balliol und St. Antony College der Universität Oxford. Er war Vere Harmsworth Professor of Imperial and Naval History, seit 1970 Fellow des St Catharine’s College und Direktor des Centre of South Asian Studies an der Universität Cambridge. Er schrieb seine Doktorarbeit in Allahabad, dem Heimatort von Politikern der indischen Unabhängigkeit wie Jawaharlal Nehru (Thema seines ersten Buches), und hat seitdem gute Kontakte der Universität Cambridge mit Indien etabliert. Er schrieb Studien beispielsweise zum Verhältnis der lokalen Händler in Nordindien in der Zeit des Aufstiegs der East India Company und mit Tim Harper zur Geschichte Indiens in der Zeit kurz nach dem Zweiten Weltkrieg.
Ab 1990 war er Fellow der British Academy. 1995 wurde er zum ordentlichen Mitglied der Academia Europaea gewählt. Am Geburtstag von Königin Elisabeth II. wurde er 2007 zum Ritter geschlagen. 2004 wurde er für sein Lebenswerk mit dem Wolfson History Prize ausgezeichnet. Auf Vorschlag der British Academy gehörte er seit Mai 2008 für eine Amtszeit von vier Jahren zu den Trustees des Britischen Museums. Er war Mitherausgeber der New Cambridge History of India.

## Ausgewählte Veröffentlichungen
- The Local Roots of Indian Politics. Allahabad, 1880–1920 (1975).
- Rulers, Townsmen and Bazaars. North Indian Society in the Age of British Expansion, 1780–1870 (1983).
- Indian Society and the Making of the British Empire (1988) (Teil der New Cambridge History of India).
- Imperial Meridian. The British Empire and the World, 1780–1830 (1989).
- Empire and Information. Intelligence Gathering and Social Communication in India, 1780–1870 (1996).
- Origins of Nationality in South Asia: Patriotism and Ethical Government in the Making of Modern India. (1997).
- mit Tim Harper: Forgotten Armies. The Fall of British Asia, 1941–45 (2004).[6]
- mit Tim Harper: Forgotten Wars: Revolution and the End of Empire in British Asia, 1945–55 (2007).
- The Birth of the Modern World. Global Connections and Comparisons, 1780–1914, Blackwell, Malden (Mass.) 2004. ISBN 978-0-631-18799-8
  - deutsch: Die Geburt der modernen Welt: eine Globalgeschichte 1780–1914, übersetzt von Thomas Bertram und Martin Klaus. Campus-Verlag, Frankfurt, M.; New York, NY 2008. ISBN 978-3-593-38724-6
- Imperialism and Colonialism. Christopher Bayly, Richard Rathbone and Richard Drayton, Interviews, 2022, ISBN 978-1-032-22811-2